# Jan Hrynkiewicz
Jan Hrynkiewicz (ur. 21 kwietnia 1996 w Warszawie) – polski aktor teatralny, filmowy i telewizyjny oraz muzyk.

## Życiorys
Pochodzi z Lublina. Występował w spektaklach w lubelskich domach kultury. W 2020 ukończył studia na Wydziale Aktorskim PWSFTviT w Łodzi (film dyplomowy Nic nie ginie w reżyserii Kaliny Alabrudzińskiej). Był współtwórcą zespołu muzycznego Wind Dreamers. Zamieszkał na warszawskiej Pradze. Lubi czytać, przyrządzać wegańskie potrawy, słuchać płyt winylowych i uprawiać wspinaczkę na ściance.

## Filmografia
- Carte blanche jako uczeń Kacpra (2015)
- Casting, film krótkometrażowy (2017)
- Zang Tumb Tumb, film krótkometrażowy (2017)
- Spaniel, film krótkometrażowy (2017)
- Przedświt, film krótkometrażowy, jako Krokodyl (2017)
- Jacek Malczewski. Wigilia na Syberii jako Rafał Baldy (2017)
- Druga szansa, serial TV, jako pacjent Wojtek, czwarty sezon, odc. 3-4 (2017)
- Czuwaj jako harcerz (2017)
- Belfer 2 jako Stefan Lasota, odc. 1-3 (2017)
- Zawieszenie, film krótkometrażowy (2018)
- Ułaskawienie jako kapral (2018)
- Ubodło, film krótkometrażowy (2018)
- Pod powierzchnią, serial TV, jako uczeń, odc. 5 (2018)
- Diagnoza, serial TV, jako Janek, odc. 19 (2018)
- Korona królów, serial TV, jako Ludwik I Wielki, król Węgier, odc. 90–91, 162, 167-168, 170–173, 178, 180 (2018–2020)
- Wspomnienie, film krótkometrażowy (2019)
- Porachunki, film krótkometrażowy, jako świadek Jehowy (2019)
- Piłsudski jako Fijałkowski (2019)
- O mnie się nie martw, serial TV, jako Kacper, chłopak Julki, odc. 122 (2019)
- Nic nie ginie jako Przemek (2019)
- Boże Ciało jako "Matys" (2019)
- Afterparty, film krótkometrażowy, jako Krzysiek (2019)
- Wenus z Willendorfu, film krótkometrażowy, jako Tomasz (2020)
- Sala samobójców. Hejter jako Maciej Karpiuk, współlokator Tomka w akademiku (2020)
- Ostatnie dni lata, film krótkometrażowy, jako Dawid (2020)
- Osiecka, serial TV, jako Witold Dąbrowski, odc. 2, 4, 5, 9 (2020)
- Ojciec Mateusz, serial TV, jako Kamil Biały, odc. 305 (2020)
- Król, serial TV, jako Jan "Kum" Kaplica w młodości (2020)
- Frieden, serial TV, jako Herszele (2020)
- Random stories (2021)
- Pitbull jako "Sobol" (2021)
- Pitbull, serial TV, jako "Sobol" (2021)
- Bracia jako Chaim Tykociński, brat Abrama (2021)
- Gęś, film krótkometrażowy, jako Jasiek, brat Ewy (2021)
- Słoń jako Bartek (2022)
- Dewajtis, serial TV, jako Witold Czertwan, przyrodni brat Marka (2023)
- Handtering av udode jako Peter (2023)
- Informacja zwrotna, serial TV, jako Krystian Lolewski "Loluś", przyjaciel Piotra (2023)
- Oderbruch, serial TV (2023)
- Dziennik z wycieczki do Budapesztu jako recepcjonista (2024)

Jego nazwisko w napisach niekiedy zapisywano mylnie jako "Hryniewicz".

## Spektakle
- Bierki, Akademicki Ośrodek Inicjatyw Artystycznych w Łodzi, reż. Maciej Kowalewski, jako Paweł, 2017[4],
- Śliskie słowa, PWSFTViT w Łodzi, reż. Artur Urbański, jako Jedwabny Chłopiec, 2019[4],
- Przygody Tomka Sawyera, Teatr Miejski w Gliwicach, reż. Krzysztof Materna, jako Tomek, 2020[4],
- Książę Niezłomny, Narodowy Stary Teatr im. Heleny Modrzejewskiej, reż. Małgorzata Warsicka, 2022[4].

## Nagrody
- Nominacja do Nagrody im. Zbyszka Cybulskiego za rolę Bartka w Słoniu (2022)[1]

## Link zewnętrzny
- Jan Hrynkiewicz: słowo "pedał" usłyszałem już w szkole podstawowej [WYWIAD]. onet.pl, 17 grudnia 2022. [dostęp 2025-08-10].